# Thalamita xishaensis
Thalamita xishaensis is een krabbensoort uit de familie van de Portunidae. De wetenschappelijke naam van de soort is voor het eerst geldig gepubliceerd in 2008 door Chen & Yang.